# 1167
Évszázadok: 11. század – 12. század – 13. század
Évtizedek: 1110-es évek – 1120-as évek – 1130-as évek – 1140-es évek – 1150-es évek – 1160-as évek – 1170-es évek – 1180-as évek – 1190-es évek – 1200-as évek – 1210-es évek
Évek: 1162 – 1163 – 1164 – 1165 –  1166 – 1167 – 1168 – 1169 – 1170 – 1171 – 1172

## Események
- Absalon dán érsek megtartja az első dán szinódust Lundban. Megkezdődnek Koppenhága erődítési munkálatai.
- I. Alfonz portugál király vereséget szenved Leóni Királyságtól.
- Amalrik jeruzsálemi király sikertelenül támadja Egyiptomot.
- május 29.: a Lombard Liga serege Leganónál legyőzi I. Frigyes német-római császár seregét. Frigyes Savoyán keresztül kénytelen visszavonulni.
- június 18.: I. Manuél bizánci császár nagy győzelmet arat Zimonynál a magyar seregen, de olyan súlyos veszteségeket szenved, hogy kénytelen kivonulni az országból.
- III. István Dalmáciába vonul, ahol Spalato, Trau, Sebenics és Zára is elismeri a magyar király uralmát.

## Halálozások
- Abraham ibn Ezra, zsidó író
- Robert Melun, keresztény teológus, angol püspök